# فرغامو
فرغامو (به لاتین: Farghamu) یک منطقهٔ مسکونی در افغانستان است که در ولایت بدخشان واقع شده‌است.